# دارن چن
کوان هونگ (چینی ساده: 官鴻; پین‌یین: Guān Hóng؛ زادهٔ ۱۵ ژانویه ۱۹۹۵)، همچنین با نام دارن چن (به انگلیسی: Darren Chen) نیز شناخته می‌شود، بازیگر ، مدل و خواننده اهل تایوان است. وی با نقش آفرینی در سریال های باغ شهاب سنگ ، دختر تکشاخ من و کاراگاه سلسله مینگ به شهرت بین المللی دست یافت.

## اوایل زندگی
دارن چن زادهٔ ۱۵ ژانویه ۱۹۹۵ در تایوان است. او از دبیرستان تایپه مونیسیپال هپینگ فارغ‌التحصیل شده‌است. بعد از به پایان رساندن دبیرستان رشته زبان انگلیسی را در دانشگاه انتخاب کرد .